# Complainte des landes perdues
Ne doit pas être confondu avec Le Milliardaire des landes perdues.
Complainte des landes perdues est une série de bande dessinée de fantasy, créée par Jean Dufaux et Grzegorz Rosiński en 1993.

## Auteurs
- Scénario : Jean Dufaux
- Dessins : Grzegorz Rosiński (tomes 1 à 4), Philippe Delaby (tomes 5 à 8), Jérémy Petiqueux (tome 8), Béatrice Tillier (tomes 9 à 11), Paul Teng (tomes 13 à 16).
- Couleurs : Graza (tomes 1 à 4), Philippe Delaby (tomes 5), Jérémy Petiqueux (tomes 5 et 6), Bérengère Marquebreucq (tome 7 et 8, puis 13 à 16), Sébastien Gérard (tome 8), Béatrice Tillier (tome 9 à 11).

## Synopsis

### 1ercycle,Sioban
Sioban est la fille du « Loup Blanc » roi des Sudenne. Cette jeune princesse sans royaume a perdu son père lors de la bataille de Nyr Lynch, au cours de laquelle il fut tué par le mage Bedlam. Elle voue depuis une haine farouche à Bedlam ainsi qu'à son oncle, Lord Blackmore, qui s'est engagé à la protéger après avoir épousé Lady O'Mara, veuve du Loup Blanc et mère de Sioban.

### 2ecycle,Les Chevaliers du Pardon
L'histoire se déroule avant le Cycle Sioban. On y retrouve Seamus, pas encore Chevalier du Pardon mais seulement novice, qui avait aidé les Sudenne dans leur lutte contre le mal. Il est au service de Sill Valt, l'un des principaux membres de l'ordre des Chevaliers du Pardon.
Cet ordre a pour but d'éradiquer les démons des Landes (qui en fait sont une île) et plus particulièrement les Moriganes, des sorcières de la première génération extrêmement dangereuses et puissantes, pour redonner confiance et espoir aux habitants des Landes.

### 3ecycle,Les Sorcières
L'histoire du cycle des Sorcières se déroule avant les deux précédents cycles et constitue une vraie entrée en matière de l'univers de Complainte. Dans ce cycle la forêt cache une demeure fantomatique, une forteresse émerge du bord de la mer, et le décor est planté pour assister à une terrible course au trône. Tandis que, dans l'ombre, s'affrontent les sorcières, à coups d'amulette maléfique, de magie noire ou blanche.

### 4ecycle,Les Sudenne
Avec ce quatrième cycle de la Complainte des landes perdues, Jean Dufaux plonge encore plus profond au cœur du destin de Sioban, cette femme légendaire qui n'a pas fini de nous révéler ses mystères.

## Ordres et espèces
- Les Chevaliers du Pardon : ordre de moines guerrier que l'on peut comparer aux Templiers. Ils ont fait vœu d'abstinence et leur but est de combattre les démons et les vieilles superstitions présentes sur les Landes, par le développement de la foi chrétienne. Ils utilisent la Morigane Mornoir (retenue prisonnière) pour qu'elle leur révèle des informations sur ses consœurs ainsi que les destinées (clameur) des futurs Chevaliers du Pardon.
- Les Moriganes : il s'agit de sorcières premières nées, qui tuent et dévorent les êtres humains. Elles sont très puissantes et n'ont pas peur de provoquer ou de tendre des pièges aux Chevaliers du Pardon. Ces derniers parviennent à les tuer, si elles ne sont pas encore révélées, par l'application d'une hostie consacrée sur la langue ; si elles sont révélées par le jet d'un poignard dans l'œil gauche (emplacement du chiil : source de leur magie).
- les Oukis : petits animaux ressemblant à des lémuriens. Sioban en possède un.

## Personnages
- Seamus : seul personnage commun aux deux premiers cycles, c'est un Chevalier du Pardon

1er cycle
- Sioban : jeune héroïne, héritière de la couronne des Sudenne
- Lady O’Mara : mère de Sioban. Après la mort de son mari, elle se remariera avec Lord Blackmore
- Wulff dit « le Loup Blanc » : époux de Lady O’Mara et père de Sioban
- Mage Betlam : seigneur de l'Eruin Dulea, qui ne fait qu'un avec Lord Blackmore
- Lord Blackmore : frère du Loup Blanc, le nouveau seigneur des Sudenne
- Dame Gerda : une dame de compagnie à la cour des Sudenne
- Droop : chef de la garde du château des Sudenne
- Maître Lam : cuisinier du château
- Dame Gerfaut : une vassale des Sudenne
- Gerfaut : fils de Dame Gerfaut
- Kyle of Klanach : un noble déchu du territoire Sudenne

2d cycle
- Sill Valt : l'un des maîtres de l'ordre des Chevaliers du Pardon
- Eirell : apprenti de Sill Valt, puis serviteur des Moriganes
- Mornoir : Morigane retenue prisonnière par les Chevaliers du Pardon
- Arawann : le grand maître de l'ordre des Chevaliers du Pardon
- Eryk de Dylfel : seigneur des terres où se situe l'action du tome 1
- Diane de Hartwick : bru de lord Dylfel, mais qui est en fait une Morigane
- Aube : dame de compagnie de Lady de Hartwick
- Luchorpain : vieille femme, gardienne des reliques

## Albums
1er cycle : Sioban
1. Sioban (janvier 1993)
2. Blackmore (janvier 1994)
3. Dame Gerfaut (janvier 1996)
4. Kyle of Klanach (octobre 1998)

2e cycle : Les Chevaliers du Pardon
1. Moriganes (30 octobre 2004)
2. Le Guinea Lord (24 octobre 2008)
3. La Fée Sanctus (8 juin 2012)
4. Sill Valt (21 novembre 2014)

3e cycle : Les Sorcières
1. Tête noire (30 octobre 2015)
2. Inferno (11 janvier 2019)
3. Regina Obscura (10 mars 2023)
4. Vers l'Eruin Dulea (prévu pour octobre 2025)

4e cycle : Les Sudenne
1. Lord Heron (29 octobre 2021)
2. Aylissa (7 octobre 2022)
3. La folie Seamus (27 octobre 2023)
4. Lady O'Mara (15 novembre 2024)
5. Deux cousines (à paraître)

## Publication

### Éditeurs
- Dargaud : tomes 1 à 17